# Aphthona crassipes
Aphthona crassipes es un coleóptero de la familia Chrysomelidae. Fue descrita científicamente por primera vez en 1860 por Wollaston.